# Алерам Монфератски
Алерам Монфератски (на латински: Aledramus; † пр. 991) е граф на Верчели, маркграф на Монферат 967-991 г. и първият маркграф на Маркграфство Западна Лигурия (Marca Liguria Occidentale) в Северна Италия, от? до 967 г., наречена на него Marca Aleramica. Той e прародител на произлизащите от франките Алерамичи.
Той е син на Вилхелм I Монфератски († пр. 933), маркграф на Монферат.
През 950 г. Беренгар II от Ивреа става крал на Италия. В началото на следващата година той реорганизира управлението на земите западно от река По и образува три нови територии (марки), като за техни маркграфове назначава свои приближени.
През 961 г. Алерам получава Маркграфство Западна Лигурия или Marca Aleramica с Верчели, Маркграфство Монферат, Чева, Акви Терме чак до брега на Средиземно море - между Онелия и Албенга.
Алерам се жени два пъти. Първата му съпруга е Аделаида. Втората му съпруга е от 961 г. Герберга от Ивреа (* 945), дъщеря на крал Беренгар II от Дом Бургундия-Ивреа.
От първата си съпруга Аделаида той има три сина:
- Вилхелм II († 961), маркграф на Монферат
- Ото I († 991), маркграф на Монферат; неговият син Вилхелм III (†1042)) e маркграф на Монферат
- Анселм I, маркграф на Монферат, управлява в Лигурия

Той е погребан в Грацано Бадолио (Grazzano Badoglio), в провинция Асти.